# جوش كيلي
جوش كيلي (بالإنجليزية: Josh Kelly)‏ (مواليد 7 مارس 1994) هو ملاكم من المملكة المتحدة، مثّل بلاده في الألعاب الأولمبية الصيفية 2016.

## روابط خارجية
جوش كيلي على موقع بوكس ريك (الإنجليزية) (registration required)
- جوش كيلي على موقع اللجنة الأولمبية الدولية (الإنجليزية)
- جوش كيلي على موقع أوليمبيديا (الإنجليزية)
- جوش كيلي على موقع اللجنة الأولمبية البريطانية (الإنجليزية)